# Lauda (música)

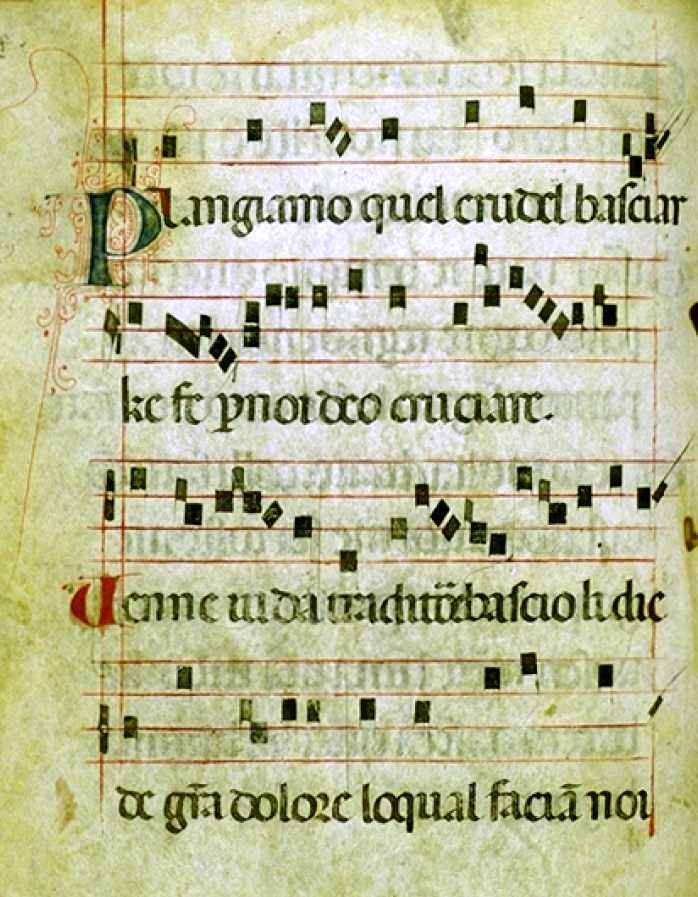
Folio 46v del Laudario di Cortona del, con el "Plangiamo quel crudel basciar[e]"

Ver: Formas musicales por periodo, línea de tiempo
Lauda es la más importante forma vernácula de música sacra en Italia en la baja Edad Media y en el Renacimiento. Permaneció popular hasta el siglo XIX. 
Originalmente la lauda fue música solista y monofónica, pero a partir del siglo XIV se desarrolló una forma polifónica. De ritmo regular y estructura armónica sencilla, recibió la influencia de los trovadores , ya que los primeros ejemplos muestran similitudes rítmicas, en su estilo melódico y especialmente en su notación. Muchos trovadores abandonaron su tierra natal durante la Cruzada de los albigenses a principios del siglo XIII, y se establecieron en el norte de Italia, donde su música influyó en el desarrollo del estilo secular italiano. 
Una forma monofónica de la lauda se difundió ampliamente por Europa durante los siglos XIII y XIV, como la música de los "flagelantes" . Esta forma fue conocida como Geisslerlieder, y modificó el lenguaje vernáculo de cada país afectado, incluyendo Alemania, Polonia, Inglaterra y Escandinavia . 
Después de 1480 el canto de laudas fue extremadamente popular en Florencia, ya que el monje Savonarola (y otros) habían prohibido la difusión de cualquier otro estilo de música sacra vernácula. Muchos de los motetes y misas de Josquin Des Pres están basados en melodías de laudas escuchadas durante sus viajes por Italia en esa época.
Durante la época de la Contrarreforma, resurgió la popularidad de la lauda, teniendo en cuenta que uno de los objetivos del Concilio de Trento para el ámbito musical era incrementar la legibilidad del texto. La lauda era simple y de texto fácil de comprender. 
La importancia de esta forma musical declinó con el desarrollo del oratorio.